# Radica Jurkin
Radica Jurkin (Šibenik, 6. prosinca 1954.) hrvatska športska novinarka, voditeljica je Odjela za informiranje i izdavaštvo Hrvatskog olimpijskog odbora (HOO), tajnica Komisije za informiranje i izdavaštvo od 2005. godine te članica uredništva časopisa "Olimp"

## Životopis
Rodila se 6. prosinca 1954. u Šibeniku, a diplomirala je na Fakultetu za fizičku kulturu, danas Kineziološkom fakultetu u Zagrebu, smjer športsko novinarstvo.  Radila je kao športska novinarka u Vjesniku do 1984., kao glavna tajnica Saveza za fizičku kulturu Medveščak do 1989. i kao koordinatorica u Zagrebačkom športskom savezu do 1992.  Do 1994. je radila kao profesorica tjelesne i zdravstvene kulture u Upravnoj i birotehničkoj školi u Zagrebu. Od 1995. godine radi u Hrvatskom olimpijskom odboru.

## HOO
Urednica je web-portala HOO-a www.hoo.hr postavljenog za Igre u Atlanti 1996.  Portal je 2003. godine uvršten među 10 najboljih u nacionalnom izboru Vidi Web top 100 u kategoriji sport i zdravlje.
Koautorica je i urednica nacionalnog internetskog portala vijesti HOO Sportska Hrvatska utemeljenoga 2012. na web portalu www.hoo.hr i uz Željka Ercega nagrađena posebnim priznanjem Hrvatskog zbora sportskih novinara (HZSN) za doprinos medijskoj suradnji.  
Koautorica je prve cjelovite monografije HOO-a "Na putu olimpizma:  Hrvatski olimpijski odbor 1991. – 2006.", uz Antu Drpića i Zdenka Jajčevića te monografije “Hrvatska olimpijska obitelj” Zagreb, 2011. u izdanju HOO-a. Od 2002. godine urednica je većine publikacija HOO-a posvećenih nastupu hrvatskih športskih i olimpijskih delegacija na
međunarodnim natjecanjima. Od 2003. godine članica je uredništva časopisa HOO-a Olimp i autorica rubrike Od Olimpa do Olimpa.
Izvršna je urednica knjige "Hrvatski olimpijci i odličnici" (Zagreb, 2016.) autora Jurice Gizdića s osnovnim bibliografskim podacima i rezultatima svih 933 hrvatskih sportaša koji su nastupili na olimpijskim igrama od OI u Parizu 1900. do Igara u Rio de Janeiru 2016. godine, što je prva knjiga takve vrste u hrvatskom sportu. Osim biografija olimpijaca u knjizi su i Hrvati članovi Međunarodnog olimpijskog odbora, predsjednici, tajnici i blagajnici Jugoslavenskog olimpijskog odbora iz Hrvatske, predsjednici i glavni tajnici Hrvatskog olimpijskog odbora te hrvatski dobitnici najvećih priznanja Međunarodnog olimpijskog odbora.

## Ostala autorska djela
Autorica je prvih domaćih slikovnica za djecu športske tematike "Športići" i istoimenog, prvog interaktivnog CD-a na temu šport i olimpizam objavljenog 2007. godine. Koautorica je kazališne predstave "Športice i športići" postavljene 1999. u Dječjem kazalištu Dubrava u Zagrebu i izvedene više od 200 puta, među ostalim i na Međunarodnom festivalu djeteta u Šibeniku 2002.

## Nagrade i priznanja
Dobitnica je godišnje Državne nagrade za sport  "Franjo Bučar" 2005. godine za osobit doprinos u promicanju olimpizma među djecom i mladima te Posebnog priznanja Hrvatskog zbora sportskih novinara (HZSN) 2013. za doprinos medijskoj suradnji i projekt nacionalnog servisa vijesti HOO-a „Sportska Hrvatska“.
Odlukom Predsjednika Republike Hrvatske dr. Franje Tuđmana odlikovana je Spomenicom Domovinskog rata 1994. godine.